# Dendrobium triste
Dendrobium triste är en orkidéart som beskrevs av Rudolf Schlechter. Dendrobium triste ingår i släktet Dendrobium, och familjen orkidéer. Inga underarter finns listade i Catalogue of Life.